# Anthomuda quadrilineata
Anthomuda quadrilineata là một loài chân đều trong họ Antheluridae. Loài này được miêu tả khoa học năm 2000 bởi Kensley & Schotte.